# Chobędza
Chobędza – wieś w Polsce, położona w województwie małopolskim, w powiecie miechowskim, w gminie Gołcza.
| SIMC    | Nazwa    | Rodzaj    |
| ------- | -------- | --------- |
| 0319090 | Podbucze | część wsi |
| 0319109 | Podworze | część wsi |
| 0319115 | Rędziny  | część wsi |

W latach 1954–1961 wieś należała i była siedzibą władz gromady Chobędza, po jej zniesieniu w gromadzie Gołcza. W latach 1975–1998 miejscowość administracyjnie należała do województwa krakowskiego.
Spod Chobędzy wypływa rzeka Gołczanka, która jest prawym dopływem rzeki Szreniawa.